# بخش‌های دپارتمان ترن-ا-گرون

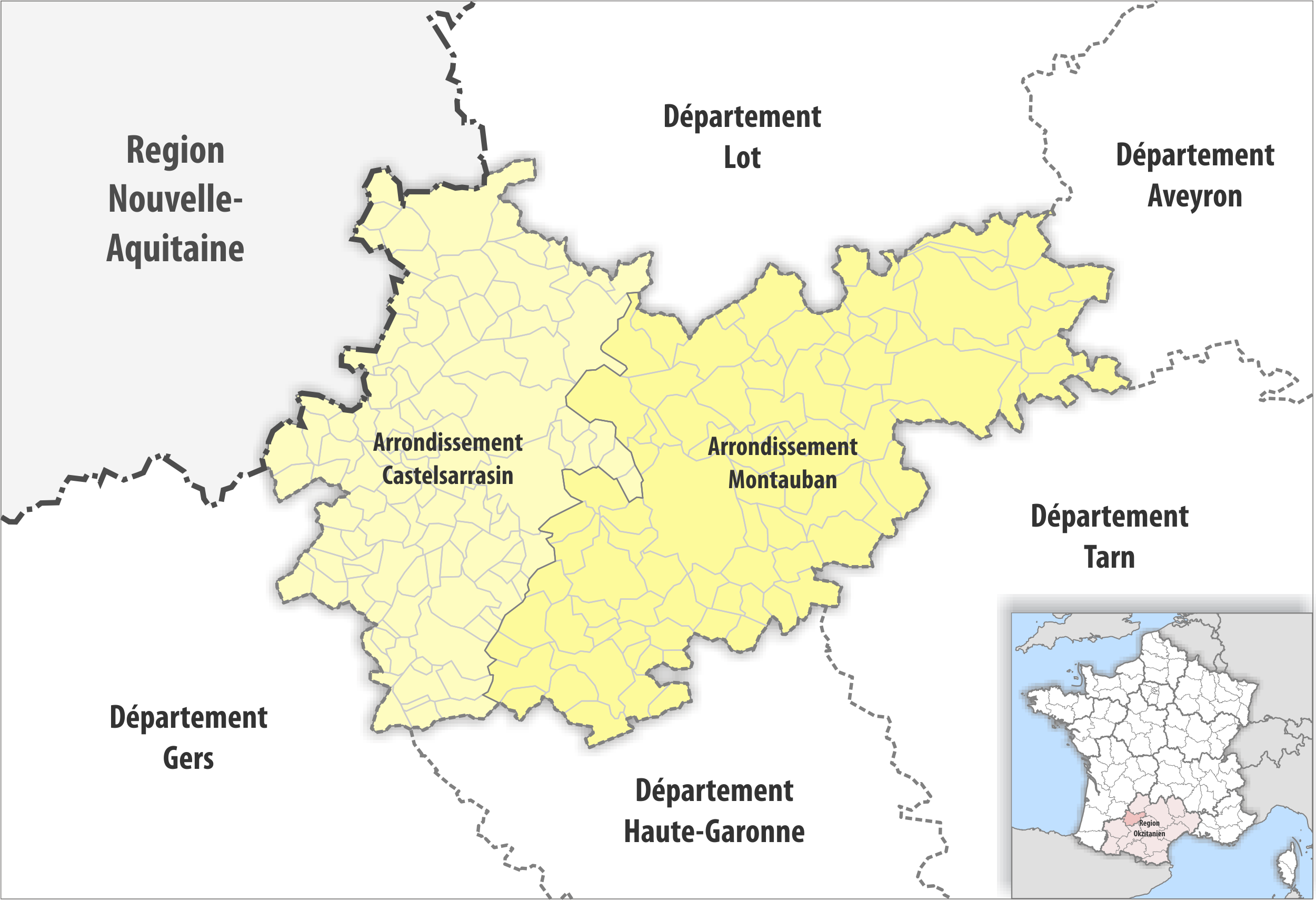
منطقه ای از فرانسه

بخش‌های دپارتمان ترن-ا-گرون (انگلیسی: Arrondissements of the Tarn-et-Garonne department) شامل ۲ بخش به شرح زیر است:
1. بخش کستل‌سرسن با ۱۰۳ کمون (فرانسه) و جمعیت ۷۶ هزار نفر در سال ۲۰۱۳ می‌باشد.
2. بخش مونتوبان با ۹۲ کمون (فرانسه) و جمعیت ۱۷۳ هزار نفر در سال ۲۰۱۳ می‌باشد.